# Paseo del Prado et Buen Retiro, un paysage des arts et des sciences
Paseo del Prado et Buen Retiro, un paysage des arts et des sciences (en espagnol : El Paseo del Prado y el Buen Retiro, Paisaje de las Artes y de las Ciencias) est un site du patrimoine mondial situé dans la capitale espagnole, Madrid. Il a été ajouté à la liste du patrimoine mondial de l'UNESCO le 25 juillet 2021.
Le site est situé à l'extrémité est du centre-ville de Madrid et est composé du parc du Retiro (la plus grande partie de l'ensemble contigu), du Jardin botanique royal de Madrid, du Paseo del Prado et du quartier de Jerónimos, immédiatement adjacent.

## Histoire
L'Espagne a soumis sa candidature au Comité du patrimoine mondial de l'UNESCO en 2019.

## Éléments singuliers
Le bien inscrit dans la liste du patrimoine mondial est composé de 109 éléments qui se regroupent en trois classes, monuments (41), édifices (48) et arbres singuliers (20).